# François-Xavier Ortoli
François-Xavier Ortoli (Ajaccio, 16 febbraio 1925 – Parigi, 30 novembre 2007) è stato un politico e funzionario francese.
È stato più volte ministro, presidente della Commissione europea e commissario europeo.

## Formazione
Di origine corsa, François-Xavier Ortoli trascorse l'adolescenza nell'Indocina francese a causa del lavoro del padre. Studiò al liceo Albert Sarraut di Hanoi, nell'odierno Vietnam.
Durante la seconda guerra mondiale si impegnò in Indocina contro l'esercito giapponese. Fu decorato con la croce di guerra e con la medaglia militare e della resistenza.
Nel 1947 Ortoli fu ammesso alla École nationale d'administration (ENA) e successivamente divenne ispettore delle finanze.

## Carriera amministrativa
Dopo aver partecipato a diversi gabinetti ministeriali, Ortoli fu capo servizio della Direzione delle relazioni economiche esterne del Ministero degli affari economici della Francia.
Nel 1958 Ortoli fu nominato capo di gabinetto di Robert Lemaignen, il primo commissario europeo per i Paesi d'oltremare. Poche settimane dopo venne nominato direttore generale della Direzione generale per il mercato interno della Commissione europea. Era il più giovane direttore generale di tutta la Commissione. È stato il primo a ricoprire tale incarico, che gli offrì un'influenza importante sul processo di integrazione economica europea cominciato in quell'anno con l'entrata in vigore del Trattato di Roma.
Nel 1961 Ortoli venne nominato segretario generale del comitato interministeriale per le questioni di cooperazione economica europea. Dal 1962 al 1966 fu direttore di gabinetto del primo ministro francese Georges Pompidou. Tra il 1966 e il 1967 trascorse anche un breve periodo come commissario generale per la pianificazione.

## Carriera politica

### Incarichi ministeriali
Il 29 aprile 1967 Ortoli venne nominato ministro delle infrastrutture e dell'edilizia nell'ambito del quarto governo guidato da Georges Pompidou. Il 31 maggio 1968 sostituì Alain Peyrefitte come ministro della pubblica istruzione.
Nel giugno 1968 Ortoli venne eletto deputato per l'Unione dei Democratici per la Repubblica nel collegio di Lilla. Il 10 luglio fu nominato ministro dell'economia e delle finanze nell'ambito del governo guidato di Maurice Couve de Murville.
Nel giugno 1969, durante la presidenza di Georges Pompidou, Ortoli fu nominato ministro dello sviluppo industriale e scientifico all'interno del governo presieduto da Jacques Chaban-Delmas.

### Commissione europea
Nel 1973 Ortoli venne nominato presidente della Commissione europea. Fu il primo francese a svolgere tale incarico. Il mandato della Commissione Ortoli terminò nel 1977.
La Commissione Ortoli dovette affrontare prima di tutto il problema dell'austerity e del rialzo dei prezzi del petrolio.
Dopo la fine del mandato come presidente della Commissione, Ortoli fece parte anche delle due commissioni europee successive, presiedute rispettivamente da Roy Jenkins e da Gaston Thorn. Nell'ambito di tali commissioni Ortoli fu commissario per gli affari economici e finanziari, e fu dunque uno dei principali fondatori del Sistema monetario europeo creato nel 1979 e dell'Unità di conto europea (ECU).

## Altre attività
Alla scadenza del suo mandato come commissario europeo, Ortoli venne nominato dal presidente francese François Mitterrand presidente e direttore generale della Total. Rimase alla Total fino al 1990.